# Leptotes baeticus
Leptotes baeticus är en fjärilsart som beskrevs av Eugen Johann Christoph Esper 1784. Leptotes baeticus ingår i släktet Leptotes och familjen juvelvingar. Inga underarter finns listade i Catalogue of Life.